# Sericostoma italicum
Sericostoma italicum är en nattsländeart som beskrevs av Moretti in Cianficconi 1978. Sericostoma italicum ingår i släktet Sericostoma och familjen krumrörsnattsländor. Inga underarter finns listade i Catalogue of Life.